# Кранихис
Cranichis (рус. Кранихис) — род многолетних травянистых растений, включённый в трибу Кранихисовые (Cranichideae) семейства Орхидные (Orchidaceae).

## Название
Научное название рода происходит от др.-греч. κρανος — «шлем», что относится к форме губы у растений. Оно было впервые употреблено шведским ботаником Улофом Сварцем в 1788 году.

## Ботаническое описание
Представители рода — корневищные многолетние травянистые растения, наземные, реже эпифиты. Корневище ползучее, с многочисленными толстыми ворсистыми корнями. Листья немногочисленные, обычно в прикорневой розетке.
Цветки собраны на конце стебля в кистевидные соцветия, обычно белого, розового или жёлтого цвета. Чашечка состоит из тонких свободных чашелистиков. Венчик из тонких, хорошо развитых, но более коротких, чем чашелистики, лепестков, с мясистой слабо вдавленной или мешковидной губой. Колонка прямая, цилиндрическая, пыльник прямой. Поллинии в числе 4, с каудикулой. Рыльце пестика цельное.
Плод — прямая коробочка яйцевидной формы.

## Ареал
Виды рода распространены в тропических и субтропических регионах — на юге Северной Америки, в Южной Америке, а также на островах Вест-Индии.

## Таксономия
|  |                                      |  |                                                         |                                                         |                    |  | ещё 13 семейств (согласно Системе APG III) |                     |                     |         |
|  |                                      |  |                                                         |                                                         |                    |  |                                            |                     |                     | 54 вида |
|  |                                      |  |                                                         | порядок Спаржецветные                                   |                    |  |                                            |                     | род Cranichis       |         |
|  |                                      |  |                                                         | порядок Спаржецветные                                   |                    |  |                                            |                     | род Cranichis       |         |
|  | отдел Цветковые, или Покрытосеменные |  |                                                         |                                                         | семейство Орхидные |  |                                            |                     |                     |         |
|  | отдел Цветковые, или Покрытосеменные |  |                                                         |                                                         |                    |  |                                            |                     |                     |         |
|  |                                      |  | ещё 58 порядков цветковых растений (по Системе APG III) | ещё 58 порядков цветковых растений (по Системе APG III) |                    |  |                                            | ещё около 880 родов | ещё около 880 родов |         |
|  |                                      |  |                                                         | ещё 58 порядков цветковых растений (по Системе APG III) |                    |  |                                            |                     | ещё около 880 родов |         |

### Синонимы
- Cystochilum Barb.Rodr., 1877
- Nezahualcoyotlia R.González, 1997
- Ocampoa A.Rich. & Galeotti, 1845

### Виды
- Cranichis acuminatissima Ames & C.Schweinf., 1930
- Cranichis amplectens Dod, 1986
- Cranichis antioquiensis Schltr., 1920
- Cranichis apiculata Lindl., 1842
- Cranichis brachyblephara Schltr., 1920
- Cranichis callifera Garay, 1978
- Cranichis calva (Kraenzl.) Schltr., 1921
- Cranichis candida (Barb.Rodr.) Cogn., 1895
- Cranichis castellanosii L.O.Williams, 1938
- Cranichis ciliata Kunth, 1822
- Cranichis ciliilabia C.Schweinf., 1949
- Cranichis cochleata Dressler, 1998
- Cranichis crumenifera Garay, 1962
- Cranichis diphylla Sw., 1788
- Cranichis elliptica Schltr., 1921
- Cranichis engelii Rchb.f., 1876
- Cranichis fendleri Schltr., 1919
- Cranichis foliosa Lindl., 1840
- Cranichis galatea Dod, 1986
- Cranichis garayana Dodson & R.Vásquez, 1989
- Cranichis gibbosa Lindl., 1845
- Cranichis glabricaulis Hoehne, 1910
- Cranichis glandulosa A.Rich. & Galeotti, 1845
- Cranichis gracilis L.O.Williams, 1950
- Cranichis hassleri Cogn., 1909
- Cranichis hieroglyphica Ames & Correll, 1942
- Cranichis lankesteri Ames, 1923
- Cranichis lehmanniana (Kraenzl.) L.O.Williams, 1938
- Cranichis lehmannii Rchb.f., 1878
- Cranichis lichenophila D.Weber, 1973
- Cranichis longipetiolata C.Schweinf., 1952
- Cranichis macroblepharis Rchb.f., 1878
- Cranichis mexicana (A.Rich. & Galeotti) Schltr., 1918
- Cranichis muscosa Sw., 1788
- Cranichis notata Dressler, 1998
- Cranichis nudilabia Pabst, 1955
- Cranichis ovata Wikstr., 1827
- Cranichis parvula Renz, 1948
- Cranichis picta Rchb.f., 1876
- Cranichis polyantha Schltr., 1920
- Cranichis pulvinifera Garay, 1978
- Cranichis reticulata Rchb.f., 1866
- Cranichis revoluta Hamer & Garay, 1982
- Cranichis ricartii Ackerman, 1989
- Cranichis saccata Ames, 1923
- Cranichis scripta Kraenzl., 1913
- Cranichis sparrei Garay, 1978
- Cranichis subumbellata A.Rich. & Galeotti, 1845
- Cranichis sylvatica A.Rich. & Galeotti, 1845
- Cranichis talamancana Dressler, 1998
- Cranichis tenuis Rchb.f., 1865
- Cranichis turkeliae Christenson, 2004
- Cranichis wageneri Rchb.f., 1876
- Cranichis werffii Garay, 1978